# Jimmy Jean-Louis
Jimmy Jean-Louis (Pétion-Ville, 8 agosto 1968) è un attore e modello haitiano.
È conosciuto principalmente per aver interpretato il ruolo dell'Haitiano nella serie televisiva di successo Heroes.

## Biografia
Jimmy Jean-Louis nasce a Pétionville, una città vicino a Port-au-Prince ad Haiti, dove ha vissuto fino all'età di dodici anni. Successivamente si trasferì assieme alla famiglia a Parigi per intraprendere una carriera da modello. Qui si iscrisse ad alcuni corsi di business, ma ben presto si rese conto che la sua aspirazione era quella di entrare a far parte del mondo dello spettacolo e perciò andò a studiare alla Academie International de Dance, dove studiò danza. I suoi genitori ritornarono ad Haiti mentre lui e suo fratello rimasero a Parigi.
Nel 1991 Jimmy fu notato da alcuni produttori durante un suo spettacolo di danza in un locale francese. Grazie a loro riuscì ad apparire in una pubblicità della Coca-Cola, il cui successo lo portò ad intraprendere una carriera da modello in tutta l'Europa per diversi anni. Ha avuto molto successo a Londra, dove lavorò con stilisti famosi come Gianfranco Ferré e Valentino. Durante la metà degli anni novanta è apparso in alcuni video musicali di artisti come Mariah Carey, Seal e George Michael ed è apparso in alcuni film indipendenti a basso budget prodotti a Los Angeles.

### Carriera
La carriera di Jimmy inizia nel 1993 recitando in alcuni episodi di un programma televisivo erotico francese. Successivamente si trasferì a Los Angeles, dove iniziò a recitare a tempo pieno nel "cinema underground" e indipendente. Nel 2002 ottiene il suo primo ruolo di rilievo nel film Derailed - Punto d'impatto con Jean-Claude Van Damme, grazie al quale iniziò ad essere notato anche ad Hollywood. Negli anni successivi iniziò ad apparire in molti film, tra cui bisogna ricordare The Bourne Identity (2002), L'ultima alba (2003), Hollywood Homicide (2003), In campo per la vittoria (2005) e Quel mostro di suocera (2005).
Nel 2006 ottiene due ruoli molto importanti per la sua carriera: recita nel ruolo del protagonista nel film L'amore si fa largo con Mo'Nique ed entra a far parte del cast della serie televisiva Heroes, nel ruolo ricorrente dell'Haitiano, l'assistente di Noah Bennet. Ha interpretato questo ruolo per tutte e quattro le stagioni della serie fino al 2010, per un totale di 32 episodi. Terminata Heroes continua la sua carriera cinematografica recitando in film come The Penthouse e Relentless.

### Vita privata
Jimmy è sposato con sua moglie Evelyn con la quale ha avuto due figli. È appassionato di calcio ed infatti è un membro del club amatoriale Hollywood United F.C., una squadra composta prevalentemente da celebrità ed ex professionisti. Parla fluentemente cinque lingue: l'inglese, il francese, lo spagnolo, l'italiano e il creolo haitiano.

#### Terremoto di Haiti del 2010
Dopo il terremoto di Haiti del 2010 l'attore è andato ad Haiti per cercare i suoi anziani genitori. Qui scoprì che la casa in cui era cresciuto era stata completamente rasa al suolo e che alcuni dei suoi parenti erano rimasti uccisi. È il fondatore della Hollywood Unites for Haiti, un'organizzazione senza fini di lucro, la cui missione originale era quella di fornire sport e educazione culturale ai giovani svantaggiati dell'isola, e il gruppo fu immediatamente mobilitato per aiutare i terremotati. Ha partecipato inoltre al singolo We Are the World 25 for Haiti.

## Filmografia parziale

### Attore

#### Cinema
- Derailed - Punto d'impatto (Derailed), regia di Bob Misiorowski (2002)
- The Bourne Identity, regia di Doug Liman (2002) – non accreditato
- L'ultima alba (Tears of the Sun), regia di Antoine Fuqua (2003)
- Hollywood Homicide, regia di Ron Shelton (2003)
- This Girl's Life, regia di Ash Baron-Cohen (2003)
- Age of Kali, regia di Rafal Zielinski (2005)
- In campo per la vittoria (The Game of Their Lives), regia di David Anspaugh (2005)
- Quel mostro di suocera (Monster-in-Law), regia di Robert Luketic (2005)
- L'amore si fa largo (Phat Girlz), regia di Nnegest Likké (2006)
- Soul Sisters, regia di Rahman Oladigbolu (2010)
- Paris Express (Coursier), regia di Hervé Renoh (2010)
- The Penthouse, regia di Chris Levitus (2010)
- Relentless, regia di Andy Amadi Okoroafor (2010)
- Sinking Sands, regia di Leila Djansi (2010)
- Joy, regia di David O. Russell (2015)
- Assassin Club, regia di Camille Delamarre (2023)
- Detective Knight - La notte del giudizio (Detective Knight: Rogue), regia di Edward Drake (2022)
- Detective Knight - Giorni di fuoco (Detective Knight: Redemption), regia di Edward Drake (2022)
- Detective Knight - Fine dei giochi (Detective Knight: Independence), regia di Edward Drake (2023)

#### Televisione
- Heroes – serie TV, 31 episodi (2006-2010)
- Arrow – serie TV, 4 episodi (2013)
- Heroes Reborn – miniserie TV, 6 puntate (2015-2016)
- Pam & Tommy – miniserie TV, puntata 4 (2022)

### Doppiatore
- Cyberpunk 2077 – videogioco (2020)
- Starfield – videogioco (2023)